# 烏凱爾湖
53°47′N 20°25′E / 53.783°N 20.417°E

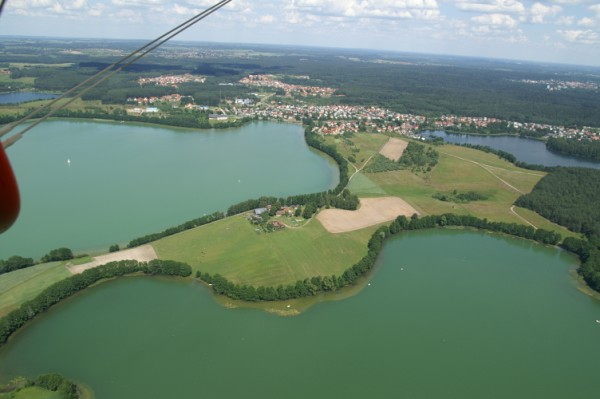

烏凱爾湖是波蘭的湖泊，位於該國東北部，處於瓦爾米亞-馬祖里省，面積4.1平方公里，平均水深10.6米，最大水深43米，蓄水量4.4萬立方米。